# Fosbergia
Fosbergia là một chi thực vật có hoa trong họ Thiến thảo (Rubiaceae).

## Loài
Chi Fosbergia gồm các loài: